# Comuna Vîșniv, Rohatîn
Vîșniv (în ucraineană Вишнів) este o comună în raionul Rohatîn, regiunea Ivano-Frankivsk, Ucraina, formată din satele Vîșniv (reședința) și Zrub.

## Demografie
Componența lingvistică a comunei Vîșniv
     Ucraineană (99,63%)
     Alte limbi (0,37%)
Conform recensământului din 2001, majoritatea populației comunei Vîșniv era vorbitoare de ucraineană (99,63%), existând în minoritate și vorbitori de alte limbi.